# Операции над нечёткими множествами
Операции над нечёткими множествами обобщают операции над обыкновенными множествами. Эти операции обычно определяются поэлементно над значениями функции принадлежности.
Наиболее популярны операции пересечения и объединения нечётких множеств, определяемые, соответственно, операциями минимум и максимум над значениями принадлежности.
Более общо, вместо минимума и максимума используются, соответственно, t-нормы T и t-конормы S, определяемые как ассоциативные, коммутативные, симметричные бинарные операции на [0,1], такие, что T(x,1)=x и S(x,0)=x.
Операция дополнения задаётся также поэлементно с помощью операции отрицания над значениями принадлежности, которая в общем случае определяется как невозрастающая функция на [0,1] такая, что N(0)=1, N(1)=0. Наиболее популярна простейшая операция отрицания N(x)=1-x.